# Mistrzostwa świata par mieszanych w curlingu
Curling par mieszanych jest młodą dyscypliną, mistrzostwa świata po raz pierwszy rozegrano w 2008. Pierwszy tytuł mistrzów świata zdobyli Szwajcarzy, którzy pozostają najbardziej utytułowaną reprezentacją w tej konkurencji.
Od 2020 roku w mistrzostwach świata par mieszanych uczestniczy tylko 20 najlepszych drużyn, a turniej jest poprzedzony kwalifikacjami. 16 najlepszych reprezentacji z ubiegłych mistrzostw ma zapewniony udział w finałach, a pozostałe zgłoszone kraje (w 2020 roku było ich 28) rywalizują o cztery pozostałe miejsca.
| Rok  | Kraj              | Miasto            | Liczba drużyn  | Złoto                                         | Srebro                                 | Brąz                                 |
| ---- | ----------------- | ----------------- | -------------- | --------------------------------------------- | -------------------------------------- | ------------------------------------ |
| 2008 | Finlandia         | Vierumäki         | 24             | Irene Schori, Toni Müller                     | Anne Malmi, Jussi Uusipaavalniemi      | Marie Persson, Göran Carlsson        |
| 2009 | Włochy            | Cortina d’Ampezzo | 27             | Irene Schori, Toni Müller                     | Ildikó Szekeres, György Nagy           | Josie Nimik, Allison Nimik           |
| 2010 | Rosja             | Czelabińsk        | 18             | Petr Dron, Yana Nekrosowa                     | Sean Becker, Bridget Becker            | Zhang Zhipeng, Sun Yue               |
| 2011 | Stany Zjednoczone | Saint Paul        | 24             | Sven Michel, Alina Pätz                       | Aleksiej Cełousow, Alina Kowalowa      | Amaury Pernette, Pauline Jeanneret   |
| 2012 | Turcja            | Erzurum           | 27             | Martin Rios, Nadine Lehmann                   | Per Noreen, Camilla Johansson          | Claudia Toth, Christian Roth         |
| 2013 | Kanada            | Fredericton       | 27             | Zsolt Kiss, Dorottya Palancsa                 | Fredrik Hallström, Elisabeth Norredahl | Tomáš Paul, Zuzana Hájková           |
| 2014 | Szkocja           | Dumfries          | 34             | Michelle Gribi, Reto Gribi                    | Camilla Johansson, Per Noreen          | Irantzu Garcia, Sergio Vez           |
| 2015 | Rosja             | Soczi             | 30             | Zsolt Kiss, Dorottya Palancsa                 | Camilla Johansson, Per Noreen          | Kristin Skaslien, Magnus Nedregotten |
| 2016 | Szwecja           | Karlstad          | 42             | Anastasija Bryzgałowa, Aleksandr Kruszelnicki | Wang Rui, Ba Dexin                     | Tabitha Peterson, Joe Polo           |
| 2017 | Kanada            | Lethbridge        | 39             | Jenny Perret, Martin Rios                     | Joanne Courtney, Reid Carruthers       | Wang Rui, Ba Dexin                   |
| 2018 | Szwecja           | Östersund         | 40             | Michèle Jäggi, Sven Michel                    | Maria Komarova, Daniil Goriachev       | Laura Crocker, Kirk Muyres           |
| 2019 | Norwegia          | Stavanger         | 48             | Anna Hasselborg, Oskar Eriksson               | Jocelyn Peterman, Brett Gallant        | Cory Christensen, John Shuster       |
| 2020 | Kanada            | Kelowna           | Nie odbyły się | Nie odbyły się                                | Nie odbyły się                         | Nie odbyły się                       |
| 2021 | Szkocja           | Aberdeen          |                | Jennifer Dodds, Bruce Mouat                   | Kristin Skaslien, Magnus Nedregotten   | Almida de Val, Oskar Eriksson        |
| 2022 | Szwajcaria        | Genewa            |                | Eve Muirhead, Bobby Lammie                    | Alina Pätz, Sven Michel                | Pia-Lisa Schöll, Klaudius Harsch     |
| 2023 | Korea Południowa  | Gangneung         |                | Cory Thiesse, Korey Dropkin                   | Chiaki Matsumura, Yasumasa Tanida      | Martine Rønning, Mathias Brænden     |
| 2024 | Szwecja           | Östersund         |                | Isabella Wranå, Rasmus Wranå                  | Marie Kaldvee, Harri Lill              | Kristin Skaslien, Magnus Nedregotten |

## Klasyfikacja medalowa
| Kraj              | Złoto | Srebro | Brąz | Razem |
| ----------------- | ----- | ------ | ---- | ----- |
| Szwajcaria        | 7     | 1      |      | 8     |
| Szwecja           | 2     | 4      | 2    | 8     |
| Rosja             | 2     | 2      |      | 4     |
| Węgry             | 2     | 1      |      | 3     |
| Szkocja           | 2     |        |      | 2     |
| Stany Zjednoczone | 1     |        | 2    | 3     |
| Kanada            |       | 2      | 2    | 4     |
| Norwegia          |       | 2      | 3    | 4     |
| Chiny             |       | 1      | 2    | 3     |
| Estonia           |       | 1      |      | 1     |
| Finlandia         |       | 1      |      | 1     |
| Japonia           |       | 1      |      | 1     |
| Nowa Zelandia     |       | 1      |      | 1     |
| Austria           |       |        | 1    | 1     |
| Czechy            |       |        | 1    | 1     |
| Francja           |       |        | 1    | 1     |
| Niemcy            |       |        | 1    | 1     |
| Hiszpania         |       |        | 1    | 1     |

## Występy Polaków
Reprezentacja Polski wystąpiła w ośmiu mistrzostwach świata, w latach 2008–2009 i 2014–2019. Z wyjątkiem 2014 roku, zespół wyłaniany był poprzez mistrzostwa kraju. Reprezentacja na turniej kwalifikacyjny do mistrzostw świata w 2020 roku wyłoniona została podczas krajowych kwalifikacji.
| Rok  | Miejsce | W-P | Skład                                   |
| ---- | ------- | --- | --------------------------------------- |
| 2008 | 18.     | 2-5 | Agnieszka Ogrodniczek, Damian Herman    |
| 2009 | 8.      | 6-3 | Agnieszka Ogrodniczek, Damian Herman    |
| 2014 | 16.     | 4-3 | Adela Walczak, Łukasz Piworowicz        |
| 2015 | 24.     | 2-7 | Karolina Florek, Szymon Molski          |
| 2016 | 22.     | 3-4 | Aneta Lipińska, Michał Janowski         |
| 2017 | 33.     | 2-5 | Karolina Florek, Damian Herman          |
| 2018 | 34.     | 1-6 | Katarzyna Staszczak, Aleksander Grzelka |
| 2019 | 21.     | 4-3 | Zuzanna Rybicka, Bartosz Dzikowski      |
| 2020 | 36.     | 3-3 | Marta Szeliga-Frynia, Paweł Frynia      |